# Diahói
Diahói (Odiahuibe, Diahui, Jahoi, Diarroi, Djarroi, Diahoi). Ponekad ih nazivaju i Parintintin, no to je jedna druga skupina Kawahiba), jedna, gotovo nestala skupina Tupi-Kawahiba s rijeke Rio Marmelos u brazilskoj državi Amazonas. Njihovo brojno stanje iznosi svega 17 na rezervatu Terra Indígena Diahui, na području općine Humaitá; 88 (Funasa - 2006). Sami sebe, kao i još cijeli niz srodnih skupina, nazivaju Kawahibima. Od njihovih brojnih naziva Diahói su nazivani i Odjahub, Diahói, Odiarhúebe, Odiahub, Odiahuebs, Odiahuebe, Diarrús, Odiahuve, Odyahuibé, Diahus, Diarrhus, Odayahuibe, Diarrói, Odiahueba, Odyahuibó, Odiahúbes, Diarroi, Diahub, Jahoi, Odiahuibe, jahui, Diaói, Odiabuibé i Diarru.
Njihov najznačajniji festival je Mboatava.